# 전문중적진천천
《진문중적진천천》(传闻中的陈芊芊)은 2020년 방송되었던 중국의 드라마이다.

## 소개
- 모태솔로이자 유명하지 않은 작가가 자신이 쓴 드라마 대본 속 세상에 들어가면서 벌어지는 이야기를 그린 판타지 사극

## 등장 인물
- 자오루쓰 - 진천천 역
- 딩위시 - 한삭 역
- 성영호 (盛英豪) - 배항 역
- 주자형 (周紫馨) - 진초초 역
- 조흔 (赵昕) - 진원원 역
- 권패륜 (权沛伦) - 소목 역
- 진명호 (陈名豪) - 소자영 역
- 후채홍 (胡彩虹) - 화원성 군주 역
- 류서원 (刘书源) - 백급 역
- 오일가 (吴逸迦) - 재예 역
- 이앙 (李昂) - 상기 역
- 위소 (魏笑) - 임칠 역